# Drozg (priimek)
Drozg je priimek v Sloveniji, ki ga je po podatkih Statističnega urada Republike Slovenije na dan 1. januarja 2010 uporabljalo 264 oseb in je med vsemi priimki po pogostosti uporabe uvrščen na 1.555. mesto.

## Znani nosilci priimka
- Jan Drozg (*1999), hokejist
- Janez Drozg (1933—2005), televizijski, filmski in gledališki režiser, profesor AGRFT
- Maja Drozg (*1981), košarkarica
- Marjeta Prelesnik Drozg (*1965), hispanistka, prevajalka
- Tomaž Drozg, medijski podjetnik
- Valter Drozg (*1939), ekonomist in politik
- Vladimir Drozg (*1956), geograf, urbanist, profesor UM